# Mondial (виробник мотоциклів)
FB-Mondial — італійська компанія, яка випускала мотоцикли. Нині виробнича діяльність остаточно призупинена. Відома також участю у чемпіонаті світу з шосейно-кільцевих мотоперегонів MotoGP, де досягла значних успіхів, вигравши наприкінці 1940-вих — 1950-х роках п'ять титулів.

## Історія
Компанію було засновано 1929 року в Мілані під назвою F.B. — абревіатурою від імені та прізвища графа Фрателлі Боселлі з родини земельної аристократії П'яченци. Її заснували брати Карло, Луїджі, Етторе, Джузеппе та Ада Боселлі. Спершу вони відкрили невеликий магазин з продажу та обслуговування мотоциклів марки «G.D.» За кілька місяців вони зрозуміли, що на ринку існує попит на економічні та надійні транспортні засоби, такі як триколісні мотоцикли.
Тоді як MV Agusta і Ducati випускали економічні легкі 2-тактні мотоцикли, мопеди та скутери, Mondial спеціалізувався на випуску високоякісних спортивних мотоциклів. Завод Mondial у Мілані був набагато менший, ніж великі Moto Guzzi, Gilera або Benelli. Велика частина виробництва кожного мотоцикла була зроблена вручну, що дозволяло випускати невеликі партії, в діапазоні від 1000 до 2000 одиниць на рік.

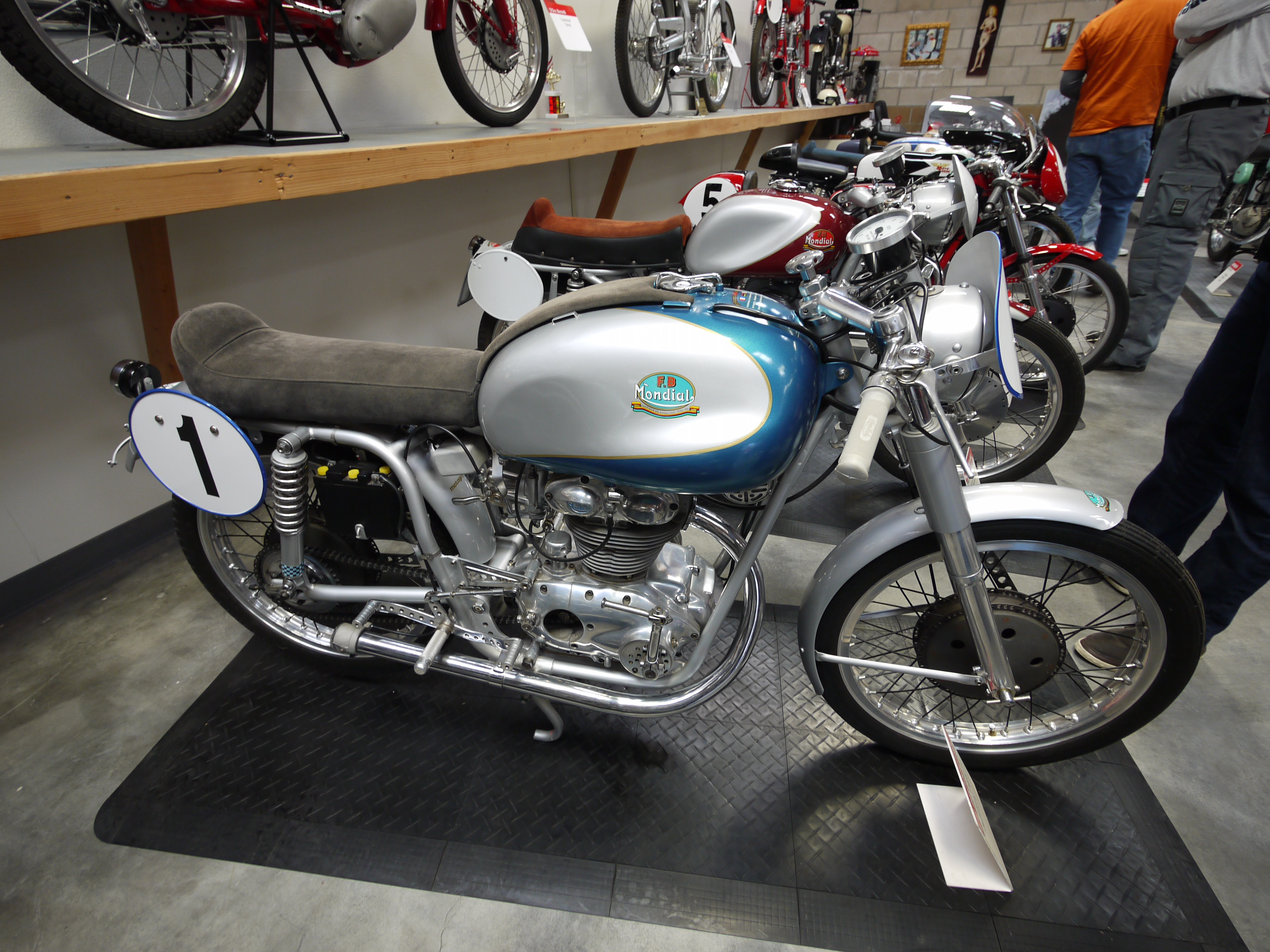
FB Mondial 250 Super Sport

У 1949 році, коли MV Agusta вирішила почати випустити 4-тактні мотоцикли, вони придбали 4-тактні мотоцикли Mondial для використання як прикладу.
Останній мотоцикл під маркою Mondial покинув завод в 1960 році. Після цього Mondial ще 19 років випускали мотоцикли з двигунами від інших виробників.

### Honda
У 1957 році Соічіро Хонда підійшов власника Mondial графа Боселлі і запропонував йому придбати гоночні мотоцикли, з якими компанія щойно виграла чемпіонат світу в класах 125сс та 250сс. Граф дав засновнику Honda гоночні Mondial; Honda використовувала їх як стандарт, до якого прагнули, щоб конкурувати у світовому масштабі.
Оригінальний гоночний мотоцикл Mondial 125 стоїть першим при вході у музей Honda в Мотегі.

## Mondial 125
Перші десять сезонів чемпіонату світу MotoGP у класі 125сс цілковито панували мотоцикли з чотиритактними двигунами. Найкращим серед них був Mondial. Двигун конструкції Альфредо Друзіані відрізнявся досить хитромудрим приводом двох верхніх розподілвалів: вертикальний вал, що проходить за циліндром, і «гітара» з п'яти шестерень в голівці. Ще одна цікава особливість силового агрегату — цілісний нероз'ємний картер, який відкривав доступ до зчеплення і коробки передач через люки. Рання версія розвивала 12 к.с. при 9000 об/хв, розганяючи машину масою 85 кг до 130 км/год — цього виявилося достатньо для того, щоб гонщики на Mondial виграли всі етапи світової першості 1949, 1950 і 1951 років.

## Участь у мотоперегонах

### MotoGP
Mondial брала участь у чемпіонаті світу з шосейно-кільцевих мотоперегонів MotoGP з моменту його заснування і до 1957 року, коли разом із багатьма італійськими виробниками вирішила завершити свої виступи у ньому через надмірне зростання витрат. За цей період мотогонщики команди завоювали для команди 5 титулів чемпіона світу: 4 в класі 125сс та один у 250сс.
| Сезон | Клас  | Титул конструктора | Титул пілота | Переможець         |
| ----- | ----- | ------------------ | ------------ | ------------------ |
| 1949  | 125сс | +                  | +            | Нелло Пагані       |
| 1950  | 125сс | +                  | +            | Бруно Руффо        |
| 1951  | 125сс | +                  | +            | Карло Уббіалі      |
| 1957  | 125сс | +                  | +            | Тарквіньйо Провіні |
| 1957  | 250сс | +                  | +            | Сесіл Сендфорд     |